# NGC 2552
NGC 2552 هي مجرة تتبع كوكبة الوشق. اكتشفها ويليام هيرشل في 9 مارس 1788.

## روابط خارجية
- NGC 2552 على موقع ويكي سكاي: DSS2, SDSS, GALEX, IRAS, Hydrogen α, X-Ray, Astrophoto, Sky Map, Articles and images